# Kepler-Gymnasium Tübingen
Das Kepler-Gymnasium ist ein Gymnasium mit mathematisch-naturwissenschaftlichem Profil in Tübingen, Baden-Württemberg.
Am Kepler-Gymnasium werden etwa 1000 Schüler von der 5. bis zur 12. Klasse in vier bis fünf Parallelklassen von etwa 100 Lehrkräften unterrichtet. Das Gymnasium ist nach Johannes Kepler benannt.

## Geschichte
Bis Ende des 18. Jahrhunderts gab es in Württemberg ausschließlich lateinische Schulen. Herzog Ludwig Eugen erließ 1793 ein Generalreskript zur Verbesserung des lateinischen Schulwesens, in dem er den Städten empfahl, Realschulen zu bilden, die den Unterricht auf Deutsch halten sollten. Die Stadt Tübingen beschloss erst 1822 die Einrichtung einer solchen Schule. Aus finanziellen Gründen verzichtete man aber auf die Gründung einer selbständigen Schule und begnügte sich 1823 damit, Realklassen für mindestens 11 Jahre alte Schüler zu eröffnen, die zugleich Schüler am Lyzeum oder an der deutschen Knabenschule waren. Dieses Datum gilt dennoch als Gründungsjahr des jetzigen Gymnasiums. Die Schule befand sich im ehemaligen Kornhaus (dem heutigen Sitz des Stadtmuseums). Die Realschule wurde 1833 teilweise selbständig, als ihre Schüler nicht mehr dem Lyzeum oder der Knabenschule angehörten. Im Dezember 1837 wurde eine Oberklasse für 14 bis 16 Jahre alte Schüler gegründet. 1842, als eine Elementarklasse für die Schüler vom 6. bis 8. Lebensjahr entstand, wurde die Schule vollkommen selbständig. Für die Schüler ab dem 8. Lebensjahr wurde Französischunterricht eingeführt. Die Schulzeit dauerte vom 6. bis 16. Lebensjahr. 1845 wurde Turnunterricht und 1847 Englischunterricht als Wahlfach in der Oberklasse eingeführt.

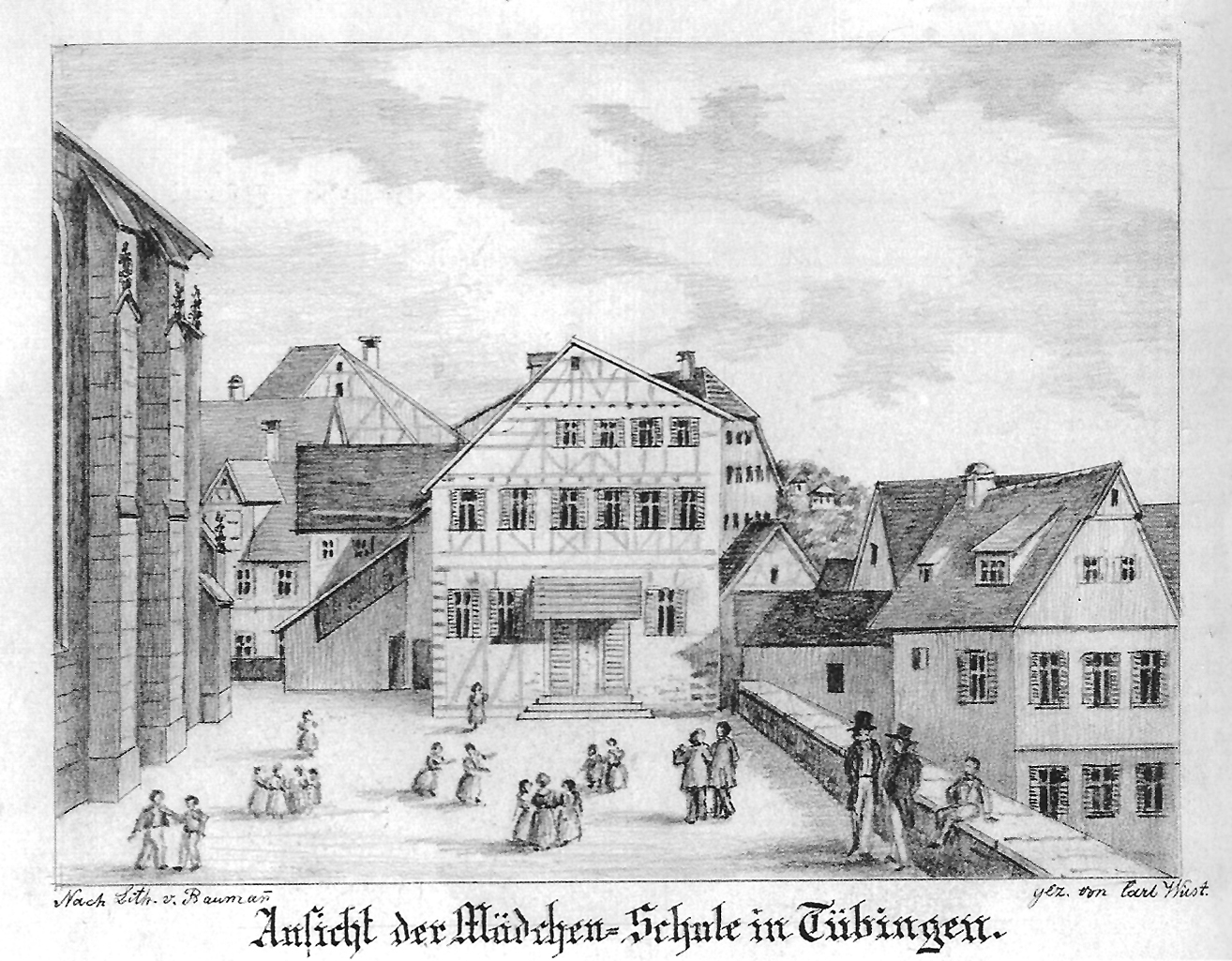
Gebäude der Mädchen-Schule an der Stiftskirche in Tübingen, abgerissen 1862 (Bleistiftzeichnung von Carl Wüst nach Carl Baumann, 1864)

Zur ersten Blüte im 19. Jahrhundert verhalf ihr der Mathematiker Ferdinand Kommerell, der von 1852 bis 1872 ihr Vorstand war. In dieser Zeit zog die Schule zweimal um: 1853 in das (1862 abgerissene) Gebäude der ehemaligen Mädchenschule an der Südseite des Stiftskirche, 1861 in das Gebäude der Schola anatolica auf dem Schulberg. 1872 wurde Englisch zum Pflichtfach (bis 1882). 1878 wurde auf dem Schulberg ein Erweiterungsbau eröffnet. 1909 wurde eine neunte Klasse eingeführt. Damit waren die Bedingungen erfüllt, dass die Schule als Oberrealschule die Reifeprüfung abnehmen konnte. Da die Schule unter beengten räumlichen Gegebenheiten litt, wurde zwischen 1908 und 1910 nach Plänen des Architekten Martin Elsaesser ein Neubau in der ehemaligen Akazienalle errichtet. Diese wurde deswegen zur Verlängerung der Uhlandstraße ausgebaut. Am 7. Mai 1910 wurde das neue Gebäude (jetzt als Altbau bezeichnet) eröffnet. Nach dem Umzug der Oberrealschule fand im Sommer 1910 die erste Abiturprüfung statt, an der 15 Jungen und 3 Mädchen teilnahmen. Im Mai 1937 erhielt die Schule die einheitliche Bezeichnung „Oberschule für Jungen“, und die Schulzeit wurde auf acht Jahre gekürzt. Am 2. November 1937 wurde sie auf Vorschlag von Kuno Fladt in „Kepler-Oberschule“ umbenannt, 1954 erfolgte die Umbenennung zum Kepler-Gymnasium. Da das Tübinger Rathaus nach 1945 beschädigt war, diente das Gebäude der Kepler-Oberschule als Sitz der Stadtverwaltung, der Volksküche und des Volksbildungswerks, ebenso fanden hier die Gemeinderatssitzungen statt. 1958 wurde der Neubau in der Uhlandstraße eröffnet.

## Gebäude
Das fast 200 Meter lange Gebäude liegt unmittelbar am südlichen Ufer des Neckars auf Höhe der Platanenallee. Martin Elsaesser entwarf als junger Architekt 1910 den heutigen Altbau, in dem die Klassenräume gegen Norden und Westen ausgerichtet sind. Der Altbau wurde 1958 durch den Neubau und Anbau ergänzt. Die bei der Erweiterung zwischen dem Altbau und Neubau ebenfalls hinzugefügte Aula wurde 2007/2008 durch die Mensa Uhlandstraße ersetzt. Die energetische Sanierung des Neu- und Anbaus soll bis Mai 2011 abgeschlossen werden. Der Neubau beherbergt vorwiegend die naturwissenschaftlichen Fachräume.

## Lehrangebot
Das Lehrangebot legt naturwissenschaftliche und sprachliche Schwerpunkte. Im bilingualen Zug wird der Unterricht teilweise auf Französisch gehalten, neben dem Abitur ist das französische Baccalauréat ein möglicher Abschluss dieses Zuges. Die AbiBac-Klasse arbeitet dabei mit dem Lycée Henri Meck in Molsheim als Partner.
Im naturwissenschaftlichen Profil wird seit dem Schuljahr 2008/2009 Informatik als vierstündiges Neigungsfach in der Oberstufe angeboten.

## Vorstände (Schulleiter)
- 1823–1842 Wilhelm Matthäus
- 1842–1852 Gottlob Friedrich Kieß
- 1852–1872 Ferdinand Kommerell
- 1872–1894 Friedrich Ramsler
- 1894–1898 Karl Fink
- 1898 (April – September) Otto Krimmel
- 1898–1900 Jakob Wilhelm Beißwanger
- 1900–1903 Friedrich Haag
- 1903–1924 Eugen Krimmel
- 1924–1933 Victor Kommerell
- 1933–1945 Kuno Fladt
- 1945–1948 Martin Brunnenmiller (kommissarisch)
- 1948 (Januar – August) Hornung (kommissarisch)
- 1948–1954 Eugen Bückle
- 1954–1966 Wilhelm Schweizer
- 1966–1974 Walther Klumpp
- 1974–1988 Franz Schlichte
- 1988–2006 Gerhard Oehme
- 2007–2007 Ingeborg Höhne-Mack (kommissarisch)
- 2007–2015 Elke Bleier-Staudt
- seit 2015 Ulrike Schönthal[1]

## Lehrer
- Carl Baumann (1798–1878), Zeichenlehrer (1837–1853)
- Helmut Calgéer (1922–2010), Musiklehrer (1955–1987)
- Friedrich Eppensteiner (1880–1970), Deutsch- und Geschichtslehrer (1925–1946)
- Hans Gradmann (1892–1983), Biologielehrer (1938–1958)
- Eugen Heck (1897–1987), Sprachenlehrer (1945–1964)
- Ludwig August Helvig (1796–1855), Zeichenlehrer (1837 – ca. 1844)

## Schüler
- Otto Berninger (1898–1991), Geograph
- Philip Häusser (* 1988), Physiker und Informatiker
- Felix Huby (1938–2022), Schriftsteller
- Günther Jung (* 1937), Chemiker und Mitgründer von CureVac
- Ulrich Benjamin Kaupp (* 1949), Chemiker und Biophysiker
- Hugo Kocher (1904–1972), Jugendbuchautor und Illustrator
- Otto Kommerell (1873–1967), Bahnbauingenieur
- Reimar Lenz (* 1956), Informationstechniker
- Sintje Leßner (* 1974), Richterin
- Werner Luck, früherer Leiter der Pädiatrischen Gastroenterologie an der Charité Berlin
- Erich Mönch (1905–1977), Künstler (zu Zeiten der Oberrealschule)
- Pascal Roller (* 1976), Basketballspieler
- Axel Schimpf (* 1952), Marineoffizier
- Georg Alfred Stockburger (1907–1986), Arzt und Maler (zu Zeiten der Oberrealschule)
- Ernst Stuhlinger (1913–2008), Atom-, Elektrotechnik- und Raketenwissenschaftler[7]